# NSU 8/24 PS
Der NSU 8/24 PS war ein PKW der Mittelklasse, den die Neckarsulmer Fahrzeugwerke Aktiengesellschaft in den Jahren 1911 bis 1918 und dann wieder von 1921 bis 1925 bauten. Er war der Nachfolger der Modelle 9/22 PS und 9/27 PS.
Der wassergekühlte Motor war wiederum ein Vierzylinder-Blockmotor, diesmal mit einem Hubraum von 2110 cm³ (Bohrung × Hub = 80 × 104 mm), der zunächst 24 PS (18 kW) bei 1800/min leistete. Dieser Motor hatte eine dreifach gelagerte Kurbelwelle, eine Magnetzündung, eine Druckumlaufschmierung und stehende Ventile in einem L-Zylinderkopf. Der Kraftstofftank lag hinten. Der Kraftstoff wurde durch die Auspuffgase nach vorne in den Vergaser gefördert. Die Motorkraft wurde über eine Lamellenkupplung im Ölbad, ein Vierganggetriebe mit links angebrachter Kulissenschaltung und eine Kardanwelle auf die Hinterräder übertragen. Der Radstand der Wagen war um 200 mm auf  3100 mm geschrumpft, ihre Spurweite um 50 mm auf 1250 mm. Das Wagengewicht lag bei 1500 kg, die Höchstgeschwindigkeit bei etwa 70 km/h. In dieser Ausführung wurde das Modell bis 1918 herstellt.
Die Neuauflage des Modells im Jahre 1921 besaß bei unveränderten Außenmaßen einen um 126 mm größeren Radstand von 3026 mm und die Motorleistung war auf 30 PS (22 kW) bei 2100/min. gestiegen. Eine elektrische Lichtanlage und ein elektrischer Anlasser mit Spannungsniveau 12 V waren serienmäßig. Der 8/24 PS war nun nur noch als Tourenwagen und Limousine verfügbar und fuhr bis zu 85 km schnell. Für den Zweisitzer, der ca. 120 kg wog, gab es Karosserien von Schebera, Autenrieth oder dem Karosseriewerk Weinsberg. Diese Sportwagen, Typ 8/24 PS Sport, erreichten bis zu 100 km/h. Diese beiden Modelle wurden bis 1925 gefertigt. Dann löste sie der stärkere 8/40 PS ab.

## Renneinsätze
Ein NSU 8/24 PS nahm im Jahre 1913 an der 3200 km langen Dreiländerfahrt Moskau-Berlin-Paris teil und gewann drei Auszeichnungen, darunter den „Preis der Kaiserlich Russischen Automobil-Gesellschaft“ und den „Wanderpreis des Großfürsten Michael Alexandrowitsch“.
Am 21. September 1921 siegte ein NSU 8/24 PS Sport beim AVUS-Rennen in Berlin in seiner Klasse und erreichte die zweitbeste Zeit des Tages.